# Kyphocarpa zeyheri
Kyphocarpa zeyheri är en amarantväxtart som först beskrevs av Horace Bénédict Alfred Moquin-Tandon, och fick sitt nu gällande namn av Lopr. Kyphocarpa zeyheri ingår i släktet Kyphocarpa och familjen amarantväxter. Utöver nominatformen finns också underarten K. z. petersii.